# مقاطعة صومعة سرا
مقاطعة صومعة سرا (بالفارسية: شهرستان صومعه‌سرا) هي إحدى مقاطعات محافظة غيلان في إيران. عاصمة المقاطعة هي صومعة سرا. حسب تعداد 2006، بلغ عدد السكان 129,628 نسمة في 35,636 عائلة.